# Baton Rouge
Baton Rouge [ˌbætn̩ˈɹuːʒ] (französisch Bâton-Rouge [bɑtɔ̃ʀu(ː)ʒ], wörtlich: Roter Stock) ist die Hauptstadt des US-Bundesstaats Louisiana. Die Stadt ist gleichzeitig Verwaltungssitz des East Baton Rouge Parish. Baton Rouge hat 227.470 Einwohner (Stand 2020). Es ist die am weitesten landeinwärts gelegene Stadt am Mississippi, die mit Hochseeschiffen erreicht werden kann.

## Geschichte
Die ersten Europäer, die 1699 in das Gebiet vordrangen, auf dem sich heute die Stadt Baton Rouge befindet, waren Franzosen. Es handelte sich um eine aus 200 Franko-Kanadiern bestehende Forschungsexpedition unter der Führung von Pierre Le Moyne d’Iberville.
Nach dem Vertrag von Paris im Jahr 1763 fiel das Gebiet an Großbritannien, die Siedlung erhielt den neuen Namen New Richmond. 1783 fiel das Gebiet nach militärischer Niederlage der Briten im Amerikanischen Unabhängigkeitskrieg an Spanien. Nach einem Aufstand der Bevölkerung gegen die Spanier erfolgte 1810 die Proklamation der Unabhängigkeit als Republik Westflorida; 1817 wurde das Gebiet von Louisiana annektiert.
In der ersten Hälfte des 19. Jahrhunderts wuchs die Stadt infolge des Dampfboot-Handels kontinuierlich. Beim Ausbruch des amerikanischen Bürgerkrieges hatte die Stadt 5500 Einwohner. 1849 wurde Baton Rouge die Hauptstadt Louisianas. Der Architekt James Dakin plante das Old Louisiana State Capitol in der neogotischen Formensprache einer mittelalterlichen Burg mit Blick über den Mississippi. Im Sezessionskrieg wurde die Stadt 1862 kampflos an die Nordstaaten übergeben. Der Regierungssitz wurde nach Opelousas und später nach Shreveport verlegt. Nach Kriegsende diente New Orleans während der Reconstruction als Sitz der Regierung, bis Baton Rouge 1882 wieder Hauptstadt Louisianas wurde.
In den 1950er und 1960er Jahren erlebte Baton Rouge einen Boom der Petrochemie, der eine Ausweitung der Stadt weg von ihrem ursprünglichen Zentrum bewirkte. In den letzten Jahren haben Verwaltung und Geschäftswelt begonnen, in das alte Zentrum zurückzukehren. In den 1990ern begann ein Bauboom, in dessen Folge Multi-Millionen-Dollar-Projekte von Neubauten und zur Verbesserung der Lebensqualität im gesamten Stadtgebiet entstanden.

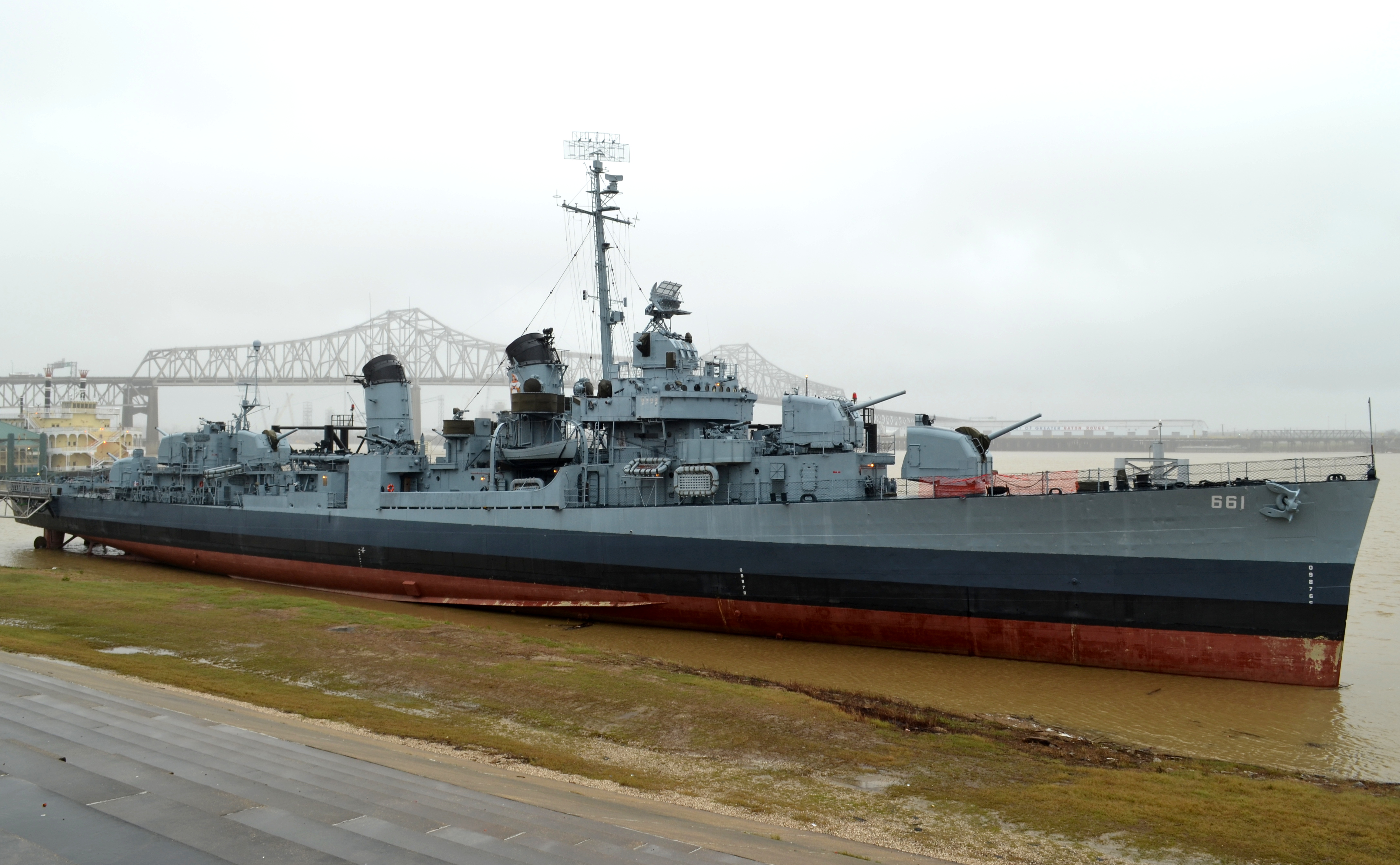
USS Kidd (2013)

Drei Orte in Baton Rouge haben den Status einer National Historic Landmark, der Zerstörer Kidd, das Louisiana State Capitol und das Old Louisiana State Capitol. 78 Bauwerke und Stätten der Stadt sind im National Register of Historic Places (NRHP) eingetragen (Stand 4. November 2018).

## Bevölkerung
Nach der Volkszählung im Jahr 2020 lebten in Baton Rouge 227.470 (Zensus 2010: 229.553) Menschen in 83.733 (91.474) Haushalten. Die Bevölkerungsdichte betrug 1197 (1154) Einwohner pro Quadratkilometer. In den 83.733 (91.474) Haushalten lebten statistisch je 2,58 (2,4) Personen.
Ethnisch betrachtet setzt sich die Bevölkerung aus 38,7 (2010: 39,4) Prozent Weißen, 54,7 (54,5) Prozent Afroamerikanern, 0,3 (0,2) Prozent amerikanischen Ureinwohnern, 3,5 (3,3) Prozent Asiaten sowie 1,3 Prozent aus anderen ethnischen Gruppen zusammen; 1,3 (1,3) Prozent stammten von zwei oder mehr Ethnien ab. Unabhängig von der ethnischen Zugehörigkeit waren 3,7 (3,3) Prozent der Bevölkerung spanischer oder lateinamerikanischer Abstammung.
21,6 (2010: 22,4) Prozent der Bevölkerung waren unter 18 Jahre alt, 64,6,6 (66,4) Prozent waren zwischen 18 und 64 und 13,8 (11,2) Prozent waren 65 Jahre oder älter. 52,1 (51,9) Prozent der Bevölkerung waren weiblich.
Das mittlere jährliche Einkommen eines Haushalts der Jahre 2015–2019 lag bei 44.470 (2010: 37.381) USD. Das Pro-Kopf-Einkommen betrug im gleichen Zeitraum 28.491 (23.565) USD. 24,8 (24,8) Prozent der Einwohner lebten unterhalb der Armutsgrenze.

## Flagge
Die Flagge der Stadt hat einen roten Hintergrund und den großen weißen Schriftzug Baton Rouge. Die rote Farbe soll auf die amerikanischen Ureinwohner hindeuten, deren rote Pfähle an den Ufern des Mississippi Ursprung des Stadtnamens sind. In einem Wappen sind die ehemaligen Mächte symbolisiert, zu denen Baton Rouge in der Vergangenheit gehörte: Die Lilie (fleur-de-lis) für Frankreich, die Krone von Kastilien für Spanien und die alte Union Flag der Briten.

## Bildung
- Louisiana State University
  - LSU Museum of Art
- Southern University and A&M College

## Wirtschaft
Der Port of Greater Baton Rouge ist der am weitesten im Landesinneren gelegene Hochseehafen am Mississippi River. Das United States Army Corps of Engineers hält eine 13,7 m tiefe Fahrrinne von der etwa 400 km flussabwärts gelegenen Mündung des Southwest Pass bis zur alten Huey P. Long Bridge in Baton Rouge frei. Hochseefähige Tanker und Frachtschiffe schlagen hier ihre Ladung (Getreide, Rohstoffe, Autos und Container) um, die mit der Eisenbahn und Pipelines in Ost-West-Richtung und mit aus Leichtern bestehenden Schubverbänden in Richtung Norden transportiert werden.
Der bedeutendste Industriezweig ist die Petrochemie. ExxonMobil betreibt hier die zweitgrößte Ölraffinerie des Landes; sie ist unter den zehn größten Raffinerien der Welt. Dow Chemical Company betreibt ein großes Werk in Iberville Parish bei Plaquemine.
Auf Grund der hohen Dichte an Unternehmen der chemischen Industrie am Flusslauf des Mississippis flussabwärts von Baton Rouge wird dieser Flussabschnitt im Hinblick auf eine hiermit in Verbindung gebrachte erhöhte Krebssterblichkeit auch Krebs-Allee genannt.
Die Stadt ist der Sitz der Louisiana State University. Größter Arbeitgeber in Baton Rouge ist die öffentliche Verwaltung, die hauptsächlich am „Capitol-Park“-Komplex angesiedelt ist. Bedeutende Kliniken sind das Our Lady of the Lake Regional Medical Center und das Earl K. Long Medical Center (LSUMC).
Dank öffentlicher Förderung wurde, wie in anderen Städten Louisianas, im Rahmen der „Hollywood South“ initiative die Entwicklung einer lokalen Filmindustrie betrieben, für die das neue Celtic Media Centre ein erstes Beispiel ist.
Am 13. Juni 2013 wurden bei einer Explosion in dem Mineralölunternehmen Williams Olefins Chemical Plant in der Vorstadt Geismar ein Mensch getötet und 77 weitere verletzt.

## Unternehmen
- Siehe Heidelberg Hotel

## Klima
|                       | Jan   | Feb   | Mär   | Apr   | Mai   | Jun   | Jul   | Aug   | Sep   | Okt  | Nov   | Dez   |   |         |
| Mittl. Tagesmax. (°C) | 15,4  | 17,6  | 22,4  | 26,6  | 29,8  | 32,5  | 33,0  | 32,8  | 30,8  | 26,7 | 21,6  | 17,4  | ⌀ | 25,6    |
| Mittl. Tagesmin. (°C) | 4,2   | 5,8   | 10,1  | 14,4  | 18,2  | 21,3  | 22,9  | 22,6  | 20,4  | 13,9 | 9,4   | 5,8   | ⌀ | 14,1    |
|                       |       |       |       |       |       |       |       |       |       |      |       |       |   |         |
| Niederschlag (mm)     | 124,7 | 140,2 | 122,2 | 136,4 | 124,2 | 113,8 | 171,2 | 152,4 | 123,2 | 88,4 | 109,5 | 140,5 | Σ | 1.546,7 |
|                       |       |       |       |       |       |       |       |       |       |      |       |       |   |         |
| Regentage (d)         | 8,7   | 7,7   | 7,7   | 5,8   | 6,5   | 8,3   | 11,3  | 10,1  | 8,2   | 4,5  | 6,4   | 8,2   | Σ | 93,4    |

| 4,2 |

| 5,8 |

| 10,1 |

| 14,4 |

| 18,2 |

| 21,3 |

| 22,9 |

| 22,6 |

| 20,4 |

| 13,9 |

| 9,4 |

| 5,8 |

| 4,2 |

| 5,8 |

| 10,1 |

| 14,4 |

| 18,2 |

| 21,3 |

| 22,9 |

| 22,6 |

| 20,4 |

| 13,9 |

| 9,4 |

| 5,8 |

## Sport
In Baton Rouge fanden die Special Olympics World Summer Games 1983 statt. Die Louisiana State University war einer der Veranstaltungsorte.

## Städtepartnerschaften
Städtepartnerschaften bestehen zwischen Baton Rouge und
- Aix-en-Provence, Frankreich
- Córdoba, Mexiko
- Taichung, Republik China (Taiwan)
- Malatya, Türkei

## Persönlichkeiten

### Söhne und Töchter der Stadt
- Jean-Baptiste Annibal Aubert du Bayet (1757–1797), französischer General, Politiker und Gesandter
- A. H. Brown (1823–1910), Senator und Treasurer of State von Oregon
- Henry L. Fuqua (1865–1926), Gouverneur von Louisiana
- George K. Favrot (1868–1934), Vertreter von Louisiana im US-Repräsentantenhaus
- Compton I. White (1877–1956), Vertreter von Idaho im US-Repräsentantenhaus
- Earl St. John (1892–1968), Filmproduzent
- Overton Brooks (1897–1961), Vertreter von Louisiana im US-Repräsentantenhaus
- Joe Darensbourg (1906–1985), Klarinettist und Saxophonist des Traditional Jazz
- Carl Weiss (1906–1935), Arzt und Attentäter
- Wilbert Baranco (1909–1983), Jazz-Pianist und Sänger
- Gardner C. Taylor (1918–2015), baptistischer Geistlicher und Bürgerrechtler
- Porter Kilbert (1921–1960), Jazzmusiker
- Robert H. Barrow (1922–2008), General des Marinekorps
- Cleo Moore (1924–1973), Schauspielerin
- Joe Brown (1926–1997), Profiboxweltmeister im Leichtgewicht
- Leonora Lafayette (1926–1975), Sopranistin
- David C. Treen (1928–2009), Gouverneur und Vertreter von Louisiana im US-Repräsentantenhaus
- Purnell W. Choppin (1929–2021), Virologe
- Cleo Moore (1929–1973), Filmschauspielerin und Pin-up-Girl
- William E. Spicer (1929–2004), Physiker und Hochschullehrer
- Tabby Thomas (1929–2014), Gitarrist und Sänger des Swamp Blues
- Bob Pettit (* 1932), Basketballspieler
- William Addison (1933–2008), Schachspieler
- Mary Deconge (* 1933), Mathematikerin
- Ham Richardson (1933–2006), Tennisspieler
- Jim Taylor (1935–2018), American-Football-Spieler
- Raful Neal (1936–2004), Bluessänger, Mundharmonikaspieler und Songwriter
- Dolores Spikes (1936–2015), Mathematikerin und Hochschulleiterin
- Calvin Waller (1937–1996), Generalleutnant der United States Army
- Ti-Grace Atkinson (* 1938), feministische Philosophin, Aktivistin und Essayistin
- Jimmy Clanton (* 1938), Sänger
- O. Carruth McGehee (* 1939), Mathematiker
- Helen Prejean (* 1939), Ordensschwester und Aktivistin gegen die Todesstrafe
- Barry Seal (1939–1986), Drogenschmuggler und Informant der DEA
- Michael Crandall (* 1940), Mathematiker
- Chuck Menville (1940–1992), Animator, Drehbuchautor, Autor und Filmproduzent
- John Huston Ricard (* 1940), katholischer Bischof von Pensacola-Tallahassee
- William H. Gray (1941–2013), Vertreter von Pennsylvania im US-Repräsentantenhaus
- John Fred (1941–2005), Bandleader
- H. Rap Brown (* 1943), Bürgerrechtler und Separatist
- Harold Cowart (1944–2010), Bassist und Musikproduzent
- Johnnie E. Wilson (* 1944), Viersterne-General der United States Army
- John Guckenheimer (* 1945), Mathematiker
- Don Chaney (* 1946), Basketballspieler und Headcoach in der NBA
- John M. Jackson (* 1950), Schauspieler
- Norm Cox (* 1951), Interaktionsdesigner und Erfinder des Hamburger-Menü Icon
- William G. Webster junior (* 1951), Generalleutnant der United States Army
- David Andrews (* 1952), Schauspieler
- Anne LeBaron (* 1953), Harfenistin, Komponistin und Hochschullehrerin
- Lynn Whitfield (* 1953), Schauspielerin
- Bill Buford (* 1954), Schriftsteller und Journalist
- Jay Dardenne (* 1954), Vizegouverneur von Louisiana
- David Awschalom (* 1956), Physiker
- Louis Herthum (* 1956), Schauspieler
- Randy Jackson (* 1956), Bassist, Sänger und Produzent
- Jeff Fortenberry (* 1960), Vertreter von Nebraska im US-Repräsentantenhaus
- Pruitt Taylor Vince (* 1960), Schauspieler
- Howard Carter (* 1961), US-amerikanisch-französischer Basketballspieler
- Michael R. Douglas (* 1961), theoretischer Physiker
- Steven G. Platt (* 1961), Herpetologe und Naturschützer
- Cleo Fields (* 1962), Vertreter von Louisiana im US-Repräsentantenhaus
- Chris Thomas King (* 1962), Blues-Musiker und Schauspieler
- Devin DeVasquez (* 1963), Schauspielerin und Produzentin
- Catherine Dent (* 1965), Schauspielerin
- Ralph Eggleston (1965–2022), Animator, Artdirector und Szenenbildner
- Chip Hanna (* 1965), Musiker
- Don Lemon (* 1966), Fernsehjournalist
- Tab Benoit (* 1967), Blues-Gitarrist, Sänger und Komponist
- Rod Dreher (* 1967), Journalist und Schriftsteller
- John Lovell (* 1967), Segler und Olympiasieger
- Chad P. Franks (* um 1968), Generalmajor der United States Air Force
- Tim Breaux (* 1970), Basketballspieler
- Bobby Jindal (* 1971), Gouverneur von Louisiana
- Garret Graves (* 1972), Vertreter von Louisiana im US-Repräsentantenhaus
- Andy Pettitte (* 1972), Baseballspieler
- Danielle Scott-Arruda (* 1972), Volleyballspielerin
- Steve Garbade (* 1974), Komponist, Cellist und Sound Designer
- Michael Cloud (* 1975), Vertreter von Texas im US-Repräsentantenhaus
- Kevin Rankin (* 1976), Schauspieler
- Todd McClure (* 1977), Footballspieler
- Shane West (* 1978), Schauspieler und Musiker
- Stormy Daniels (* 1979), Pornodarstellerin
- Cameron Richardson (* 1979), Schauspielerin
- CJ Washington (* 1979), Basketballschiedsrichter
- Donnie Jones (* 1980), American-Football-Spieler
- Torrence Hatch alias Boosie Badazz (* 1982), Rapper
- Seimone Augustus (* 1984), Basketballspielerin
- Robert Jackson Bennett (* 1984), Phantastik-Autor
- Stephen Gostkowski (* 1984), Footballspieler
- Brandon Hammond (* 1984), Kinderdarsteller
- Oliver Lafayette (* 1984), Basketballspieler
- Brandon Bass (* 1985), Basketballspieler
- Glen Davis (* 1986), Basketballspieler
- Isaiah LaBorde (* 1986), Schauspieler, Stuntman und Filmproduzent
- Garrett Temple (* 1986), Basketballspieler
- Tyrus Thomas (* 1986), Basketballspieler
- Marcus Thornton (* 1987), Basketballspieler
- Carly Patterson (* 1988), Turnerin und Olympiasiegerin
- Robert Sacre (* 1989), Basketballspieler
- Reiley McClendon (* 1990), Schauspieler
- Hayley Arceneaux (* 1991), Arztassistentin und Weltraumtouristin
- Eric Reid (* 1991), American-Football-Spieler
- Odell Beckham Jr. (* 1992), Footballspieler
- Jeremy Hill (* 1992), American-Football-Spieler
- Matthew Judon (* 1992), American-Football-Spieler
- David Lambert (* 1992), Schauspieler
- La’el Collins (* 1993), American-Football-Spieler
- Damian Jones (* 1995), Basketballspieler
- Madison McLaughlin (* 1995), Schauspielerin
- Boston Scott (* 1995), American-Football-Spieler
- Mikiah Brisco (* 1996), Leichtathletin
- Russell Gage (* 1996), American-Football-Spieler
- Clyde Edwards-Helaire (* 1999), American-Football-Spieler
- YoungBoy Never Broke Again (* 1999), Rapper
- Derek Stingley Jr. (* 2001), American-Football-Spieler
- Demi Singleton (* 2007), Kinderdarstellerin

### Mit der Stadt verbunden
- Rudolf Heberle (1896–1991), aus Deutschland emigrierter Soziologe, hatte in Baton Rouge einen Lehrstuhl
- Steven Soderbergh (* 1963), Filmregisseur, Filmproduzent und Drehbuchautor, lebte zeitweise in Baton Rouge
- Wes Brown (* 1982), Schauspieler, in Baton Rouge aufgewachsen
- Am 14. April 2015 starb in Baton Rouge der R&B- und Soul-Sänger Percy Sledge.

## Trivia
Freunden der Rockmusik ist der Ort durch ein Lied von Kris Kristofferson bekannt, das in Janis Joplins Version zum Nummer-eins-Hit wurde. Der Text von Me and Bobby McGee beginnt mit den Worten „Busted flat in Baton Rouge“ („Abgebrannt in Baton Rouge“).
Donald Fagen wählte Baton Rouge in dem Song The Nightfly auf dem gleichnamigen Album als Ort der fiktiven Radiostation WJAZ.
2016 wurde ein Foto mit Ieshia Evans in Baton Rouge weltweit bekannt, das bei Demonstrationen gegen Folgen der Rassendiskriminierung entstanden ist. Es thematisiert den gewaltfreien Protest und die Forderung “Black Lives Matter” (übersetzt z. B. mit „schwarze Leben zählen“).
Die britische Band The KLF widmete der Stadt ihren Song The Lights of Baton Rouge Pass By.